# Єзерські
Єзерські (пол. Jezierski) гербів Левальт, Новина, Прус II, Прус III, Рогаля, Слеповрон, Злотоголінчик — польські шляхетські, магнатські роди. 

## Представники

### Єзерські гербу Єзера
Князі Віленської губернії. Походять від Северина, сина Антонія. Легітимовані 1844 року. 
Северин 
- Калікст
- Войцех
- Зенон
- Максиміліан
- Вацлав

### Левальт-Єзерські гербу Рогаля

Герб Рогаля

Давня родина, що отримала назву від села Єзери у Холмінському воєводстві. 
Освальд — суддя земський хойницький (1552). Криспін — підстароста тухольський (1555). Миколай — мечник пруський (1670). Войцех — суддя земський тухольський (1690).
Міхал (1485—1565)
- Ян
  - Міхал († 1633) — одружений із Софією Кнут
    - Міхал — суддя та ротмістр тухольський, одружений з Доротою Грабовською (Dorota Grabowska h. Zaremba). Син Міхала Яновича та Софії з Чартоломів-Кнут.
      - Войцех
      - Ремігіан († 1715) — канонік
      - Миколай — суддя тухольський, дідич маєтку Холм, одружений з Єлизаветою Лніською 
        - Констанцій — земський суддя тухольський
        - Ремігіан — суддя тухольський, одружений з Региною Пжебендовською  
          - Якоб — суддя тухольський
          - Міхал — хорунжий мальборський (1768), поморський (1770). Одружений з Анною Павловською
            - Антоній
            - Міхал

      - Ян — суддя мальборський, дідич Доброґощ, дружина Ядвіга Хжастовська 
        - Антоній — одружений з Маріанною Павловською 
          - Миколай — суддя тухольський (1768—1771), одружений з Констанцією Повальською 
            - Антоній
            - Ксаверій — канонік київський

        - Кароль — регент поморський (1770), одружений з Анною Деренговською  
          - Ян — писар гродський холмський (1766) 
            - Кароль — регент земський поморський (1770), дружина Маріанна Трембецька 
              - Матеуш

            - Мельхіор — одружений з Антоніною Бесекерською  
              - Максиміліан
              - Ян — дідич Янович Київського повіту, дружина Франциска Чекерська. Разом із сином легитимовані 1838—1843 рр.  
                - Юліуш

      - Мельхіор — суддя земський міраховський, стольник укмергеський (1719), одружений з Єфросинією Нєзабітовською (пол. Eufrozyna Niezabitowska) 
        - Міхал — суддя міраховський, депутат Трибуналу (1768), одружений з Барбарою Чарлінською (пол. Barbara Schedlin Czarlińska h. wł.) 
          - Ян-Павло — суддя земський тухольський (1770—1780), одружений з Регіною-Констанцією Лащевською та Теклею Прусак 
            - Міхал — хорунжий поморський (1770—1788)
            - Ян Непомунцен — одружений з Людвікою-Ядвігою Льніською
              - Едуард-Губерт-Гнат (1806)
              - Агата-Іоанна-Єлизавета
              - Маріанна
              - Маріанна-Софія-Агнешка
              - Текля-Антоніна-Михайлина
              - Олександра

            - Йозеф (1781—1818) — одружений з Вікторією-Маргаритою Лащевською
              - Йозеф-Войцех (1808)

            - Анна-Барбара-Соломія
            - Бенігна-Маріанна-Бригіда
            - Магдалена

        - Фредерік — капітан королівських військ, одружений з Ядвігою Пьоруновською (пол. Jadwiga Piorunowska)
          - Станіслав
            - Йозеф 
              - Томаш — одружений з Маріанною Зелінською 
                - Войцех-Томаш — урядник у Варшаві

              - Антоній — одружений з Теклею Чернеєвською 
                - Едвард-Максиміліан
                - Францишек — дружина Ядвіга Рогальська 
                  - Фелікс-Сильвестр

                - Марцін — дідич в Мінській губернії, дружина Катаржина Домейкова 
                  - Едвард

          - Хелена

    - Ян

  - Дорота
- Криспін
  - Єжи
- Єжи — у 1584 році значився у Литві
  - Бальцер — маршалок князів Радзивіллів
  - Кришпін — одружений із Обринською
    - Петро (Пйотр)
    - Єжи

  - Ян — канонік віленський
  - Павло — одружений із Буховецькою
  - Єжи — одружений із Локніцькою
    - Ян
    - Мельхіор — дідич маєтку Ліновці (1676)
      - Фелікс († 1702)
        - Олександр († 1714)
        - Павло
        - Казимір
        - Геронім
        - Єжи
          - Єжи-Матеуш — дідич Здзітава (1758)

  - Шимон-Михайло
    - Марцин — дружина Дзевальтовська
      - Марцин
        - Петро (Пйотр) († 1746) — новогродський хорунжий
          - Кшиштоф
            - Миколай
              - Владислав
                - Ласло (1835—1887)
                  - Ласло

                - Олександріуш

          - Ян († 1804) — цивільно-військовий комісар новгрудський (1791), одружений з Урсулою Мітарновською, дідич Черняхова. У 1817 року його сини отримали графський титул.
            - Міхал († 1820) 
              - Петро (Пйотр) Кшиштоф († 1848) — був одружений з Анною з Барцинських (пол. Anna Barcińska), діти записані до шляхти Волинської губернії

            - Станіслав († 1845) — дідич Нового Двору, дружина Маліновська та Вірджинія де Морі 
              - Памела
              - Леон (1819—1862) — дідич маєтку Молчани, дружина Марія Гумовська
                - Марія
                - Софія
                - Кароліна

            - Катаржина
            - Анна
            - Тадеуш — дідич маєтку Баславці 
              - Оттон (1799) — дружина Адель де Верне
                - Францишек (1823)
                  - Тадеуш Ян (1862)
                    - Анатоль
                    - Миколай
                    - Євген

                  - Оттон

              - Емілія

        - Барбара
        - Дорота

      - Ян
      - Казимір
      - Кшиштоф
- Освальд — суддя земський хойницький (1552)
  - Людвік — одружений із Катаржиною Ярчевською та Катаржиною Павловською
    - Освальд († 1662)
    - Анна
    - Матеуш (Мацей)
    - Юстинія
    - Єжи
      - Людвік

  - Софія
- Людвік

Станіслав — одружений з Єлизаветою Мілковською 
- Йозеф — одружений з Хеленою Бєліцькою. Сини легітимовані 1782 року в Галичині. 
  - Йозеф
  - Францишек

#### ШляхтаВолинської губернії
Гілка походить від дітей Петра Казимировича, онуків Казиміра Михайловича. Легітимовані 1844 року.
Петро (Пйотр) Кшиштоф (1770—1848) — син Михайла Яновича, був одружений з Анною з Барцинських (пол. Anna Barcińska) 
- Кароль-Йоаким († 1828) — суддя Житомирського повітового суду (1810), коморник (1827, 1828, 1829). Одружений із Ядвігою Трипольською.
  - Генріх — в 1830 році одружений із Вікторією Антонівною Схабіцькою, власницею Лісівщини та Городища. 
    - Саломея — дружина Маліцького
    - Філіпіна — дружина Вельгорського
    - Емма
    - Барбара
    - Сесилія († 1865)
    - Еузебіуш
    - Атаназій (Афанасій)
    - Модест (1846—1901) — успадкував Янківці від дядька Схабіцького. Був одружений з Хеленою Людвігівною Поляновською з Ліщина, вдовою по Невмержицькому. 
      - Бона
      - Генріх
- Вінцентій-Генрік (1775-76) — зазначений у Ревізькій казці 1811 року як власник частини Радомишля Київської губернії. На 1834 рік мешкав у маєтку с. Ковганівка (пол. Kołhanówka), а також володів частиною с. Забілоччя
  - Кароль († 1880) — учасник Січневого повстання, через що втратив Ковганівку і придбав у Боґурайських та Трипольських частину Сінгурів. Одружений із Іванною Шимонівною Невмержицькою.
    - Роман
    - Олександра († 1850) — дружина Генріха Івановського
    - Ядвіга-Пелагея (1845) — дружина Вержбіцького, успадкувала частину маєтку в Сінгурах.
    - Генріка-Марія (1848—1885)

  - Вацлав
- Еразм († 3.11.1845) — коморник Житомирського земського суду (1809), суддя Житомирського повітового суду (1824—1838), кавалер ордену святого Володимира 4 ступеню. Власник Волосова. Був одружений з Людвікою Трипольською. 
  - Граціан († 1850) — в середині XIX століття володів хутором поблизу с. Сінгури, помер бездітним
  - Адам-Август
  - Камілла
  - Сабіна (нар. 1824-25) — дружина Будковського. Успадкувала частину маєтку Волосів та частину в Сінгурах.
  - Меланія
- Нікодим († 1854) — власник Стрибіжа, депутат Волинських Дворянських зборів (на 1818 рік), був одружений з Бенігною Камінською (пол. Benigna Kamińska), з 1838 року — з Цецилією Вноровською (пол. Cecylia Wnorowska).   
  - Августа (1820—1904) — дружина Яна Поляновського, власника сіл Тулин та Лука. В 1856 році Житомирський повітовий суд розглядав справу Августи про відречення від батька Нікодима Єзерського.
  - Бальбіна († 1894) — успадкувала частину батьківського маєтку
  - Цезарина († 1904) — успадкувала частину батьківського маєтку
  - Леон Казимір (1823-24—1828)
  - Дорота — успадкувала частину батьківського маєтку
  - Зиновія — померла передчасно, була дружиною Фортуната Новіцького (пол. Fortunat Nowicki)
  - Валерія — дружина Гілярія-Генріха Петровича Краєвського (пол. Hilar Henryk Krajewski). Успадкувала частину батьківського маєтку
  - Іоахим-Йозеф-Гугон (1839—1915) — ветеран повстання 1863 року, сибіряк. Успадкований ним маєток Стрибіж конфіскований. Був одружений з Ядвігою Владиславівною Зубовською (пол. Jadwiga Zubowska), яка від батька успадкувала частину села Евандорф (Янівка) Коростишівської волості  Радомишльского повіту Київської губернії, де й мешкала родина  
    - Марія (1879—1942) — дружина Вацлава Обух-Вощатинського (пол. Wacław Obuch-Woszczatyński)
    - Станіслав (1883—1919) — адвокат, одружений із Хеленою Поплавською (пол. Helena Popławska). Родина проживала в Києві, а з 1919 року — в Варшаві. Помер у Варшаві від тифу
      - Януш (1911—1990) — одружений із Хеленою Бжозовською (пол. Helena Brzozowska)
      - Марія (1916—1994) — публіцистка, псевдонім "Ельжбета", з 1947 мешкала в місті Мілянувек

    - Іоанна (1885—1970)
    - Софія († 1903)
    - Ванда (1891—1972) — дружина Яна Коркевича (пол. Jan Korkiewicz), замордованого в Катині
- Павло
  - Кароль
  - Генрік
  - Софія

### Єзерські гербу Новина

Герб Новина

Графська лінія, що походить від гілки гербу Прус II. Має також придомок Ґоломбек. У 1801 році гілка отримала графський титул на Галичині.
Абрахам — отримав на посаг від дружини Ядвіги Крашевської село Ґоломбкі. Перший з придомку Ґоломбек-Єзерських.
- Криштоф —  мечник луковський (1713), староста груєцький (1714), підстолій київський (1716). Набув частину маєтків Сарново, Кежкув, Воля-Дембська. Дружина Тереза-Марія Цецішевська (пол. Maria Teresa Cieciszowska h. Pierzchała).
  - Людвік († 1762) — коморник земський в Любліні. Дружина Вікторія Стоїнська (пол. Wiktoria Stoińska h. Janina)
    - Яцек (Гіацинт) (1721—1805) —  каштелян луковський, сенатор. Дружина Софія з Міщевських (пол. Zofia z Miszewskich)
      - Кароль († 1826) — граф з 1820 року[2], з 1793 кавалер ордену святого Станіслава. Дружина Сюзанна з Бєлінських (пол. Zuzanna Bielińska h. Szeliga)
        - Ян-Непомунцен-Павло (1786—1858) — з Гарбова, лейтенант, маршалок шляхти любельської, член парламенту 1830 року. Одружений з Кароліною Францівною Єльською (пол. Karolina Jelska h. Pielesz).
          - Вальдемар (Владислав) (1822—1855 у Варшаві) — граф, ротмістр штабу армії Російської імперії. Дружина Юлія Павлівна Бобринська (пол. Julia Bobrynska).
            - Олександр (1852—26.10.1895) — власник Грабова (Свентокшиське воєводство). В 1878 році одружився з Марією Михайлівною Тишкевич.
              - Ян (18.06.1879)
              - Ірина (1887) — дружина Йозефа-Тадеуша Тишкевича

          - Володимир-Йозеф (1815)
          - Едвард (1827)
          - Амелія (1813—1885) — дружина графа Северина Любенського (пол. hr. Seweryn Łubieński)
          - Марія (1819—1881) — фрейліна, з 1837 року дружина князя Сергія Григоровича Голіцина
          - Ядвіга (1827—1901) — дружина графа Вандоліна Пусловського (пол. hr. Wandalin Pusłowski h. Szeliga)

        - Станіслав Донат (1788—1831) — капітан військ польських в 1812 році. Мав маєток в Мінській губернії. Дружина Маріанна Антонівна Малаховська (пол. Marianna Józefa Izabela Małachowska h. Nałęcz).
          - Кароль (1819—1889) — у шлюбі із Анною-Маріанною Моравською (пол. Maria Dzierżykraj-Morawska z Chomęcic h. Drogosław)
            - Наталія (1846—1918) — дружина Марцина Попеля (пол. Marcin Chościak-Popiel z Kurozwęk h. Sulima)
            - Роза (1847—1879) — дружина Тадеуша Хлаповського

          - Ванда (1823—1881) — дружина Станіслава-Алозія Алєксандровича

        - Мечислав — дружина Соломія Ворцель (пол. Salomea Anna Elżbieta Worcell h. Dąb) 
          - Миколай (1848) — дружина Ольга Коссецька (пол. Olga Kossecka h. Rawicz)
            - Станіслав (1879—1920)
            - Ольга
            - Марія
            - Софія

        - Владислав Станіслав Йозеф (1822—1879) — перша дружина Юзефа Бернацька (пол. Józefa Biernacka h. Poraj), друга — Барбара Катерла (пол. Barbara Katerla h. Poraj). 
          - Северин (1848)
            - Яніна
            - Владислав
            - Ірена
            - Зігмунд

          - Станіслав (1850) — дружина Ванда-Марія Цецерська
            - Йозеф
            - Ядвіга
            - Роза

          - Францишек (1858) — народився від другого шлюбу. Дружина Ванда-Стефанія-Михайліна Грабінська 
            - Ізабелла
            - Єжи
            - Владислав
            - Софія
            - Герард Станіслав

          - Йозеф (1860) — був одружений з Ізабеллою Мєльжинською
          - Кароль (1863) — був одружений з Геленою Карнковською

  - Станіслав-Раймунд — домініканець, релігійний діяч
  - Антоній — підстароста (1741), регент земський луковський (1768), ловчий, стольник, бургграф любельський (1758). З дружиною Ізабеллою Ясінською мав четверо доньок.
  - Йозеф  — регент земський луковський (1768)
    - Франциск — дружина Сюзанна Данішевська (пол. Zuzanna Daniszewska)
      - Якоб-Томаш  — дружина Барбара Рудницька
        - Едвард (1840)

      - Вінцентій — суддя влоцлавського повіту. В 1840 році разом із сином причислені до гербу Прус II. Дружина Францишка Соєцька (пол. Franciszka Sojecka)
        - Станіслав
- Ян — писар земський любельський (1680). Дружина Людвіка Бонаровна
  - Стефан
    - Станіслав
      - Симон-Станіслав

Йозеф — був одружений із Гертрудою Стржемінською (пол. Gertruda Strzemińska)
- Гелена (бл. 1810) — з 1839 року дружина Йозефа-Яна Антоновича Крижановського

### Єзерські гербу Прус II

Герб Прус II

Давня гілка, що отримала назву від села Єзери поблизу Тарчина. 
Францишек († 1670) — дідич маєтку Рудки.  
- Войцех (бл. 1640) — овруцький скарбник, дідич маєтку Рудки (1670). Дружина Анна Славінська  
  - Марціянна
  - Павло-Станіслав († 1715) — одружений з Анною Зеленською 
    - Анна

  - Пжецлав († 1727) — одружений з Анною Гробіцькою та Ядвігою Михайлевською 
    - Йозеф — овруцький скарбник (1750), дідич маєтку Льготи. Дружина Соломія Льгоцька та Іоанна з Щоберів Радецька (пол. Joanną z Szoberów Radecką) 
      - Юзефа
      - Анеля
      - Софія
      - Адам-Пжецлав (1763—1795) — помер безпотомним
      - Ігнацій-Вінцентій-Сильвестр (1767) — хорунжий австрійських військ, легитимований в Галиції 1782 року

    - Софія
    - Юліанна
    - Францишка
    - Антоній († 1746) — дідич на Вітковичах, чашник любельський (1746), писар земський любельський. Дружина Розалія Карська та Елеонора Сцібор-Рильська
      - Йозеф
      - Антоніна
      - Марцин
- Станіслав — комірник земський белзький (1678). Дружина Марія Ліпницька 
  - Тереза
  - Анна
  - Гелена
  - Катаржина
  - Францишек — одружений з Агнешкою Гроновською та Анною Ставською
- Кшиштоф († 1692) 
  - Йозеф — стольник луковський, одружений з Маріанною Рациборською 
    - Гелена

  - Ігнацій
  - Францишек — підсудок земський луковський (1713), дружина Констанція Міноровна 
    - Францишек († 1786) —  сини легитимовані в Галиції 1782 року 
      - Станіслав-Костка
      - Томаш
      - Симон (Шимон)

#### ШляхтаВолинської губернії
- Франц-Андрій — син Василя Феліксовича (1739—† 1812 Бердичів), онук Фелікса Олександровича. Дружина Маріанна Ночальська
  - Антоній

### Єзерські гербу Прус III

Герб Прус III

### Єзерські гербу Слєповрон
Миколай с
- Ян — дідич Завади, дружина Барбара Млекіцька
  - Єжи
- Петро
  - Ян — дружина Анна Куссовська
  - Анджей — дідич Єзер
    - Агнешка — дружина Яна Кавецького
    - Марціян

Станіслав (Куля) — дідич на Великих Єзерах (1550)
- Геронім
- Вінцентій
- Войцех — дідич на Великих Єзерах (1560)
  - Станіслав
    - Ян — дружина Марія Оборська
    - Марцін — дружина Ядвіга Оборська
      - Ян — дружина Дорота Загорська, Маргарита Вільська

Герб Слєповрон

        - Олександр
        - Францишек
        - Ян
        - Валентій

### Єзерські гербу Злотоголінчик
Войцех (Ґолобек)
- Войцех — королівський ротмістр (1659), дружина Юстина Потоцька
  - Криштоф — королівський ротмістр
    - Стефан — дружина Тетяна Ясниська-Беринда, гербу Сас.
      - Теодор — дружина Анна Левківська. Легитимовані разом з синами 1782—1834 серед шляхти Галичини
        - Михайло — дружина Маріанна Лозинська-Струс
          - Ян
          - Теодор (Федір)

        - Якоб — дружина Анна Жеребецька (пол. Anna Żerebecka)
          - Стефан
          - Ян

        - Олександр — дружина Олександра Жеребецька (пол. Alexandra Żerebecka)
          - Стефан
          - Ян
          - Михайло

        - Миколай — дружина Анастасія Жеребецька (пол. Anastazia Żerebecka)
          - Теодор (Федір)
          - Михайло

        - Костянтин — дружина Анна Ясниська
          - Ян
          - Ілля

        - Ян — дружина Анна Жеребецька (пол. Anna Żerebecka)
          - Базиль (Василь)

        - Стефан — дружина Маріанна Шиманська
          - Анджей — дружина Пракседа Пжеджимирська (пол. Prakseda Przedrzymirska) 
            - Якоб — дружина Катаржина Жеребецька (пол. Katarzyna Żerebecka) 
              - Ян

            - Ян — записаний 1856 року до шляхти Волинської губернії

#### ШляхтаВолинської губернії
Андріан (Андрій)
- Ян (Іван)
  - Олександр
  - Валеріан

- Максим
  - Захарій
  - Іван
    - Матвій
    - Захарій
- Павло
  - Василь
  - Іван
  - Дмитро
    - Василь
    - Михайло
- Григорій
  - Пахомій
    - Федір
    - Гнат

  - Семен
    - Андрій
      - Андрій

    - Дементій
    - Михайло

  - Йосип 
    - Миколай
    - Євстафій
    - Сергій
      - Андрій

Іван
- Савелій
  - Ничипір
    - Макар

  - Павло
    - Антон
    - Михайло
    - Петро